# Hannibal Sehested (premier ministre du Danemark)
Hannibal Sehested, né le 16 novembre 1842 mort le 19 septembre 1924 à Gudme, est un homme d'État danois. Il est Premier ministre du Danemark d'avril 1900 à juillet 1901. 